# Gare de Valence-Ville
Gare de Valence-Ville – stacja kolejowa w Valence, w regionie Owernia-Rodan-Alpy, we Francji. Znajdują się tu 3 perony.

## Usługi
Stacja jest obsługiwana (między innymi) przez pociągi TER Rhône-Alpes i TER PACA, i pociągi nocne (Corail Lunéa) (linia z Paryża do Briançon).

## Historia

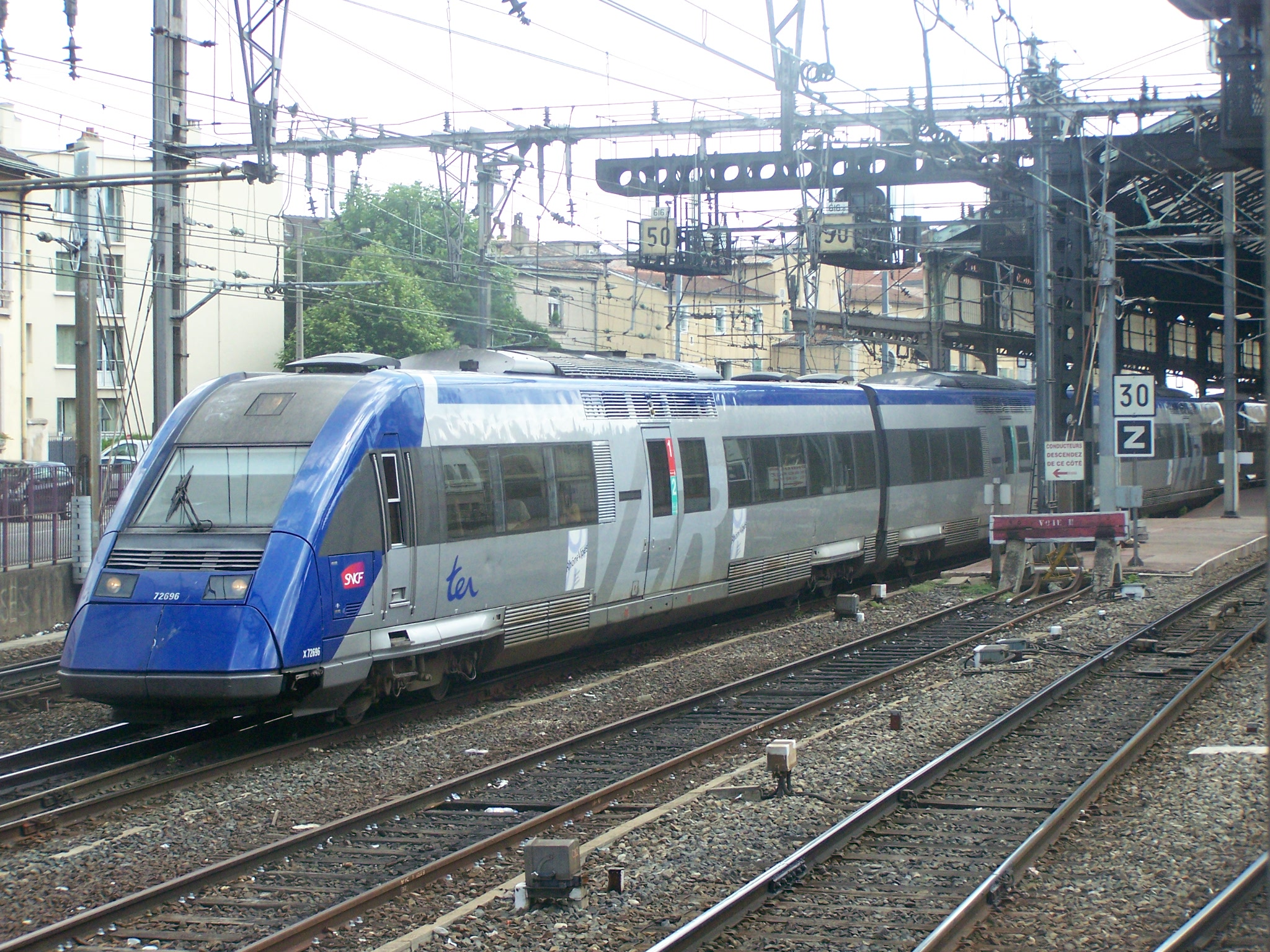
Pociąg X 72500 jadący w kierunku Grenoble

Stacja została zbudowana w 1865 przez spółkę PLM.